# Drimia haworthioides
Drimia haworthioides ist eine Pflanzenart der Gattung Drimia in der Familie der Spargelgewächse (Asparagaceae). Das Artepitheton haworthioides leitet sich von der Gattung Haworthia sowie dem griechischen Wort -oides für ‚ähnlich‘ ab.

## Beschreibung
Drimia haworthioides ist ein einzeln wachsender oder kleine Gruppen bildender Geophyt, dessen weiße, ausgebreitete, sukkulente Wurzeln einen Durchmesser von bis zu 3 Millimeter erreichen. Die Zwiebeln weisen lose, einwärts gebogene, sukkulente, rosaviolettliche, keulenförmige Zwiebelschuppen auf. Die 5 bis 25 Millimeter lang gestielten äußeren Schuppen sind flach und besitzen einen halbkugelförmigen apikalen Teil. Sie sind 15 Millimeter lang und 12 Millimeter breit. Die eiförmig verschmälerten, zum Zentrum hin kleiner werdenden inneren Schuppen sind 25 Millimeter lang. Die linealisch-lanzettlichen Laubblätter bilden eine Blattrosette. Sie sind grün, bewimpert, rinnig  und an ihrer Basis röhrenförmig. Die Laubblätter sind 35 bis 50 Millimeter lang und 6 bis 10 Millimeter breit.
Der Blütenstand ist 20 bis 24 Zentimeter lang. Der aufrechte, violette Blütenschaft hat einen Durchmesser von 1 Millimeter. Die 4 Zentimeter langen und 1 Zentimeter lang breiten Brakteen sind an ihrer Basis 2 Zentimeter lang gespornt. Die Blütenhülle der waagerecht ausgebreiteten Blüten ist 7 bis 13 Millimeter lang. Im unteren Teil ist sie bauchig und hat an der Basis einen Durchmesser von 3 Millimeter. Ihre auffallend zurückgerollten, weißlichen und zur Spitze hin grünen Perigonblätter sind auf einer Länge von 7 bis 9 Millimetern nicht miteinander verwachsen. Die an den 10 Millimeter langen Griffel angepressten, 7 bis 8 Millimeter langen, flachen Staubfäden sind weiß und zu ihrer Basis hin verbreitert. Die schmutzig braunen, beweglichen, dorsifixen Staubbeutel sind 0,5 Millimeter lang. Der kegelförmige, grüne Fruchtknoten weist eine Länge von 2 Millimetern auf und ist ebenso breit.
Die dreieckigen Früchte sind 8 Millimeter lang und 4 Millimeter breit. Sie enthalten längliche, schwarze, glänzende Samen mit einer Länge von 5 Millimetern und einer Breite von 2 Millimetern.
Die Chromosomenzahl beträgt 2n = 18.

## Systematik und Verbreitung
Drimia haworthioides ist in den südafrikanischen Provinzen Ostkap und Westkap in der Sukkulenten-Karoo und trockenen Savannen, meist im Schatten von Sträuchern, verbreitet.
Die Erstbeschreibung  durch John Gilbert Baker wurde 1875 veröffentlicht.

## Nachweise